# Indios de Chihuahua
El Club Indios de Chihuahua fue un equipo de fútbol que  militó en el Torneo de Apertura 2008 y Clausura 2009 en la Primera División 'A' de México. Tuvo su sede en la ciudad Chihuahua, Chihuahua como filial del equipo Indios de Ciudad Juárez.

## Historia
El Club surge tras la necesidad de los Indios de Ciudad Juárez tener una filial ya que la Federación Mexicana de Fútbol les pidió a los Clubes de primera división tener una filial en la Primera División 'A'. Jugando el torneo Apertura 2008 y Clausura 2009, con participaciones modestas.
El equipo desapareció, después de que la FEMEXFUT dictaminara la  reducción de equipos para el Apertura 2009.

## Jugadores
- Datos: Q5915353